# Non gioco più
Non gioco più је песма италијанске певачице Мине, објављена 1974. године као сингл. Песма је укључена у компилацију Del mio meglio n. 3 (1975).

## Верзије на другим језицима
- Non gioco più
  - No juego más (на шпанском)[2]
- La scala buia
  - Me siento libre (на шпанском)

## Позиције на листама
| Листа (1974)              | Највиша позиција |
| ------------------------- | ---------------- |
| Италија (Billboard)       | 2                |
| Италија (Musica e dischi) | 2                |